# Jean Moser
Jean Moser (nacido el 23 de junio de 1993) es un futbolista brasileño que se desempeña como delantero.
Jugó para clubes como el Criciúma, Metropolitano, Zweigen Kanazawa, Tochigi SC y Naxxar Lions.

## Trayectoria

### Clubes
| Club              | País      | Año         |
| ----------------- | --------- | ----------- |
| Criciúma          | Brasil    | 2011 - 2013 |
| Hercílio Luz      | Brasil    | 2013        |
| Union Vöcklamarkt | Austria   | 2013 - 2014 |
| Metropolitano     | Brasil    | 2015 - 2018 |
| Zweigen Kanazawa  | Japón     | 2015        |
| Tochigi SC        | Japón     | 2016        |
| Naxxar Lions      | Malta     | 2017 - 2018 |
| Yuen Long FC      | Hong Kong | 2018        |